# مارتوما
مارتوما هي قرية لبنانية من قرى قضاء عكار في محافظة الشمال. تقع في تجمع للقرى يسمى الهضبات. يقدّر عدد السكان المسجّلين بنحو 1,100 نسمة.